# Nikifor (Kykkotis)
Nikifor, imię świeckie Neoklis Kykkotis, wcześniejsze nazwisko Afanasiu (ur. 2 maja 1947 w Kritu Marotu) – cypryjski biskup prawosławny.

## Życiorys
Po ukończeniu szkoły podstawowej wstąpił jako posłusznik do klasztoru Kykkos. Ukończył w nim trzyletnią szkołę, po czym został skierowany do gimnazjum w Nikozji. 6 kwietnia 1969 arcybiskup Nowej Justyniany i całego Cypru Makary III wyświęcił go na diakona. W tym samym roku złożył wieczyste śluby mnisze.
W 1970 wyjechał do Salonik na studia prawnicze na miejscowym uniwersytecie, które ukończył w 1974. Podjął wówczas studia teologiczne na uniwersytecie w Atenach. 8 września 1979 arcybiskup Cypru Chryzostom I wyświęcił go na kapłana, a następnie nadał mu godność archimandryty.
W 1979 archimandryta Nikifor podjął pracę w seminarium św. Barnaby w Nikozji, gdzie pracował przez sześć lat, łącząc do 1984 zadania pedagoga z funkcją przewodniczącego sądu kościelnego Cypryjskiego Kościoła Prawosławnego, zaś do 1982 także sekretarza Świętego Synodu Kościoła. W 1983 wspólnota klasztoru Kikos w tajnym głosowaniu wybrała go na nowego przełożonego. Obrzęd intronizacji przeprowadził w styczniu następnego roku arcybiskup Cypru Chryzostom.
24 lutego 2002, zachowując stanowisko przełożonego klasztoru Kykkos, przyjął chirotonię biskupią i tytuł biskupa Kykkos. W 2007, po erygowaniu metropolii Kykkos i Tyllirii, został jej pierwszym ordynariuszem z godnością metropolity.
W czasie choroby arcybiskupa Cypru Chryzostoma I był wymieniany w mediach jako kandydat na przyszłego zwierzchnika Cypryjskiego Kościoła Prawosławnego.